# トレド美術館
トレド美術館(The Toledo Museum of Art)は、オハイオ州トレドにある美術館である。ガラスアートコレクションで有名。

## 沿革
ガラス製造業を営んでいた実業家エドワード・リビーにより1901年に創設された。現在の場に移動したのは1912年のことである。
1930年3月には『現代日本版画展』、1936年1月には『第2回現代日本版画展』が開催され、橋口五葉、伊東深水、三木翠山ら10人の作家による新版画の展覧会が開かれている。
2000年、SANAAの設計で美術館向かいの庭園にガラスアート専用のパビリオンを設計するプロジェクトが計画され、2006年にオープンした。

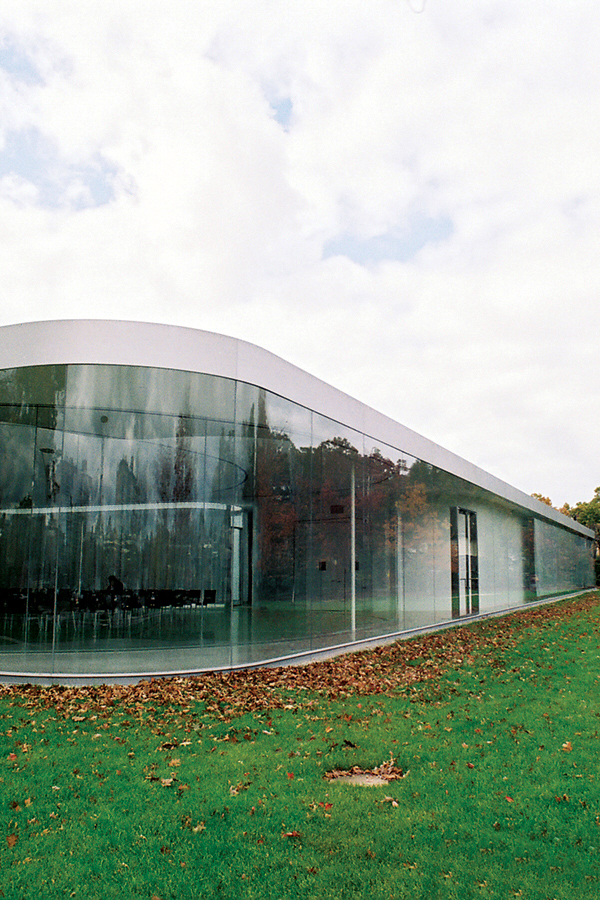
ガラスパビリオン（SANAA設計）

## コレクション
19世紀から20世紀のガラスアートコレクションは世界有数である。また、数は少ないものの西洋絵画（ピーテル・パウル・ルーベンス、エル・グレコ、レンブラント）や近代芸術（ウィレム・デ・クーニング、ソル・ルウィット、ヘンリー・ムーア）、ギリシャやローマ、日本の美術品なども所蔵している。